# 若宮カーブ

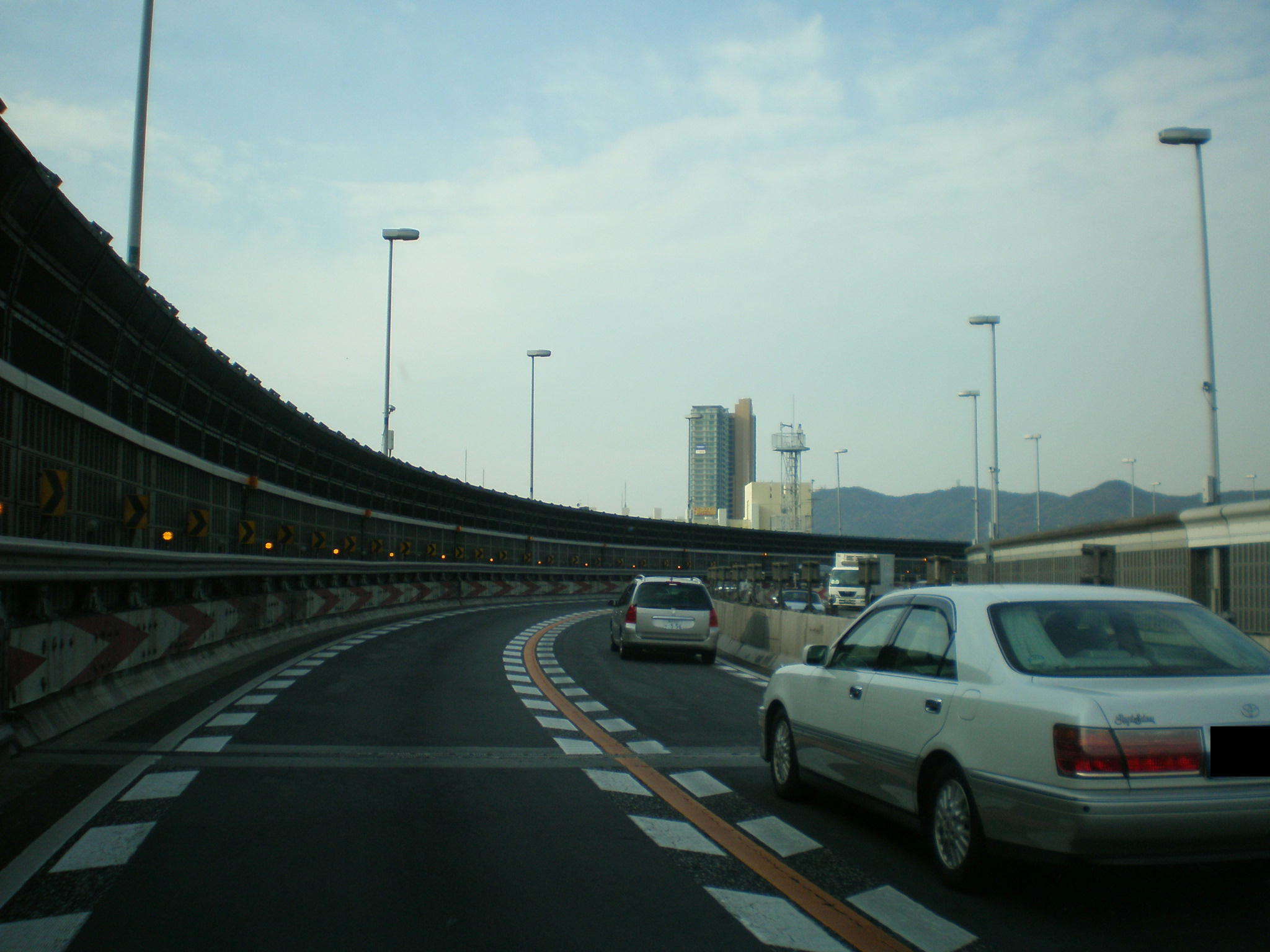
本線上からの若宮カーブ
（下り線 月見山方面）

若宮カーブ（わかみやカーブ）は、阪神高速3号神戸線の若宮付近に位置するカーブ。
阿波座カーブと並んで阪神高速を代表する急カーブであり、また阪神高速全線の中で最も事故の発生頻度が高い場所でもある。

## 要目
- 半径 (R) : 120m
- 制限速度 : 50km/h
- 車線数 : 4車線
- 所在地 : 神戸市須磨区鷹取町 - 衣掛町

## 特記事項
- 減速や事故によって、渋滞の発生が顕著である。
- コンクリート製防護柵の壁面には、車体に擦られてできた跡が多数残っている。
- 若宮カーブの500m程手前には「若宮カーブ情報」と表記された電光掲示板が、上下線ともに設置されている。
- 事故の発生件数は、カーブの内側にあたる上り線の方が多い。
- 事故を抑制するため、若宮カーブの直前（上りは約400m手前、下りは約50m手前）にオービスが設置されている。
- 事故を招く要因としては、ドライバーが適切に減速していないといった人為的なミスのほかにも、高い遮音壁によって見通しが極めて悪いことから、カーブの曲がり具合を視認し難いという構造上の問題もある。

## 近隣にある主な施設

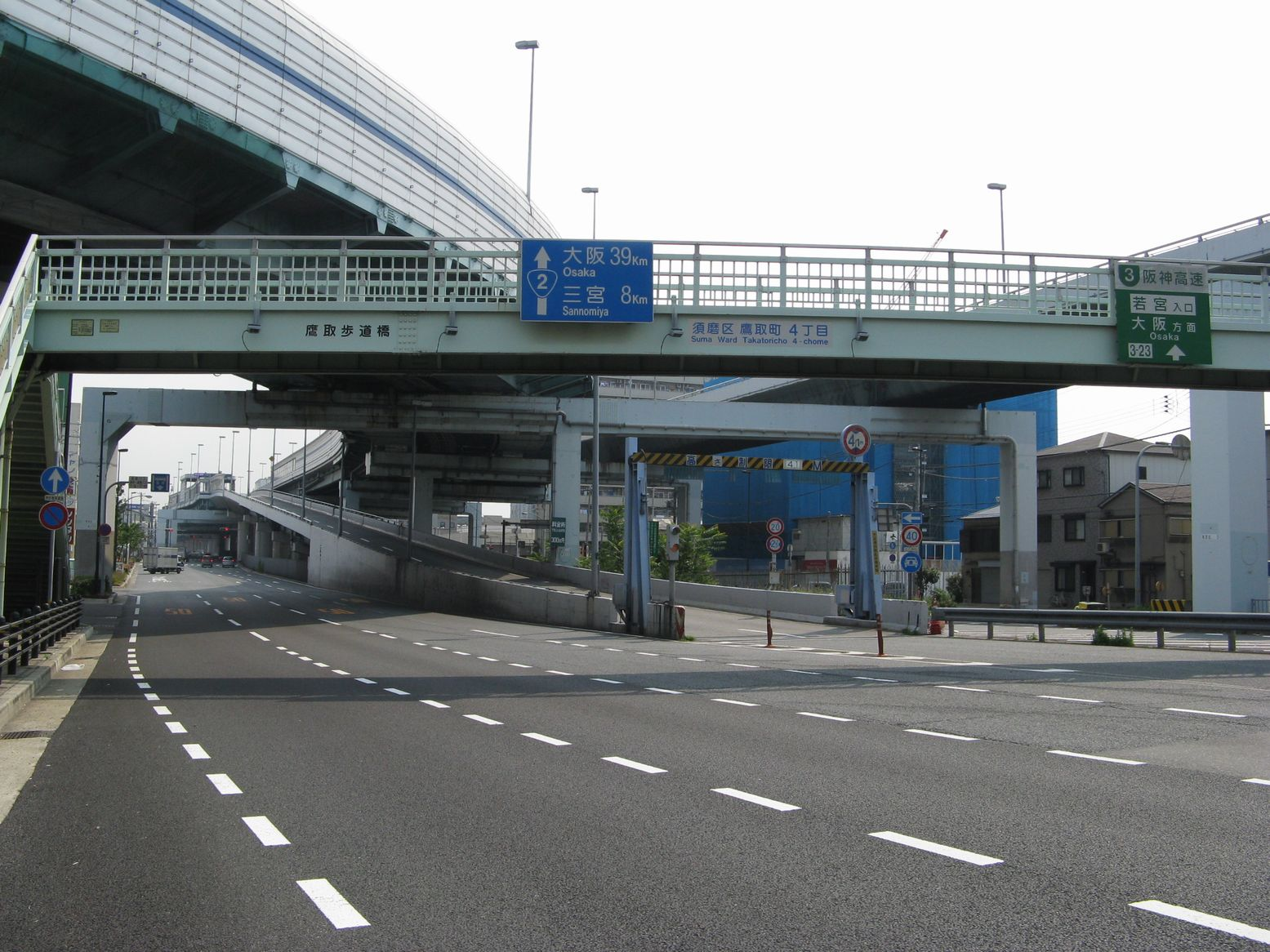
下から見た若宮カーブ（左上）
右は若宮入口

- 若宮出入口
  - 国道2号
- JR西日本山陽本線（JR神戸線）
  - 鷹取駅
- 須磨海岸（須磨海水浴場）
  - 神戸須磨シーワールド
- 須磨区役所
- 須磨郵便局